# Spominski znak Kum
Spominski znak Kum je spominski znak Slovenske vojske, ki je podeljen veteranom TO RS za zasluge pri spopadu za Kum med slovensko osamosvojitveno vojno.

## Nosilci
- seznam nosilcev spominskega znaka Kum